# Albertus Brondgeest

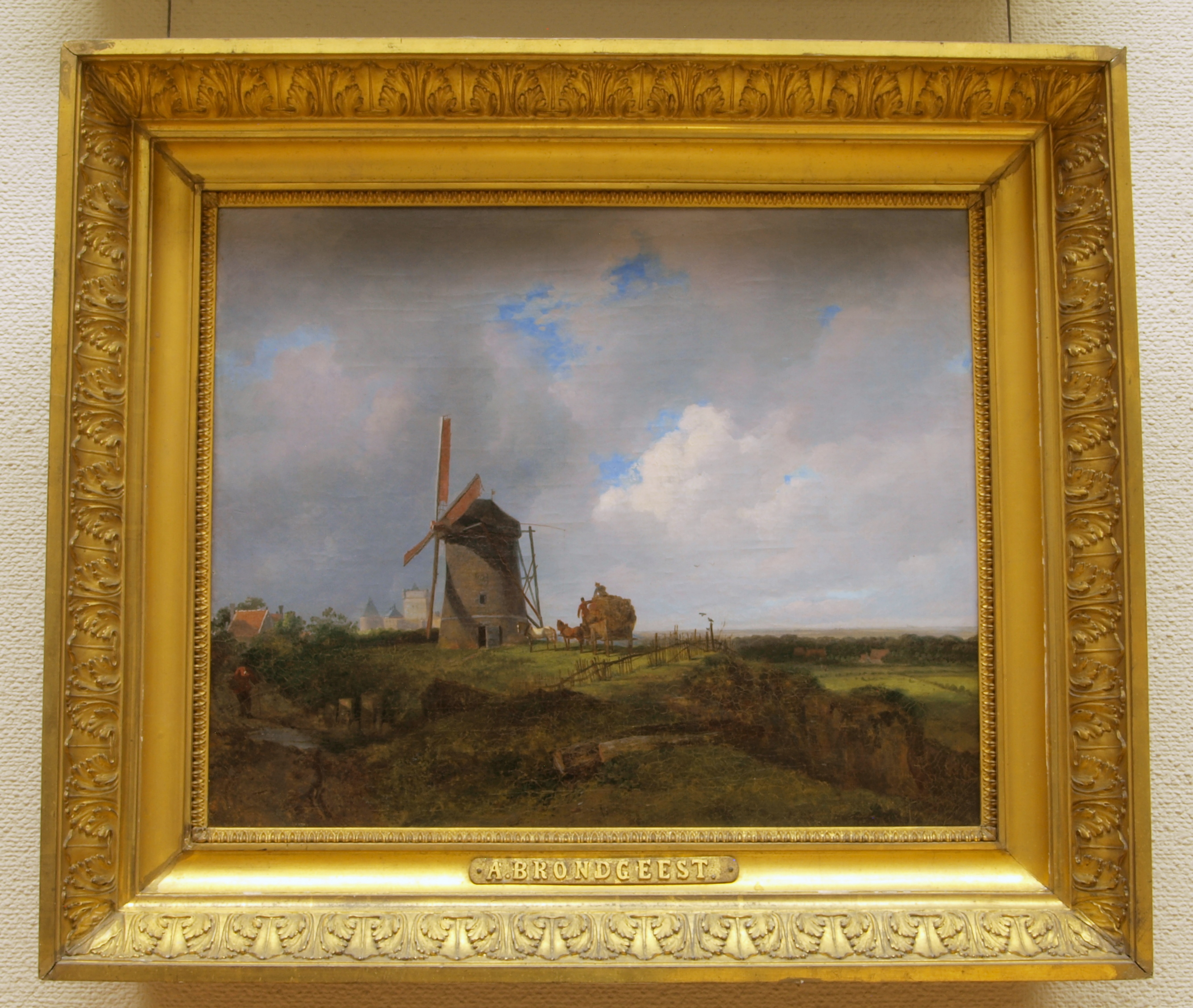
Zomer (landschap bij Gildehaus), olieverf op doek.

Albertus Brondgeest (Amsterdam, 2 oktober 1786 - aldaar, 30 juli 1849) was een Nederlands kunsthandelaar, tekenaar, aquarellist en kunstschilder, die vooral bekend is om zijn landschappen. Zijn leermeester was Pieter Gerardus van Os, maar hij heeft ook gestudeerd bij Wouter Johannes van Troostwijk.

## Leven
Brondgeest verzamelde en bestudeerde kunst uit de zeventiende eeuw en haalde daar zijn inspiratie uit. Schilderen was niet zijn voornaamste inkomstenbron, maar hij was handelaar en kwam uit een niet onbemiddelde familie, die aanvankelijk niet gelukkig was met de kunstambities van de jonge Albertus. In 1817 opende Brondgeest zijn eigen kunsthandel, waarmee hij goede zaken deed. Hij deed zulke goede zaken, dat hij zich een landhuis kon veroorloven, "Vlietzorg".
Naast zijn kunsthandel bekleedde hij ook een aantal bestuursfuncties, wat hem tot een welgesteld en invloedrijk persoon maakte. Hij verkeerde in een kring van kunstenaars, ook bij zijn studiereizen naar het buitenland (Duitsland, Frankrijk en Engeland).
In 1828 trouwde hij met Anna Barbara Ratelband, en kreeg drie zoons en drie dochters bij haar.

## Werk

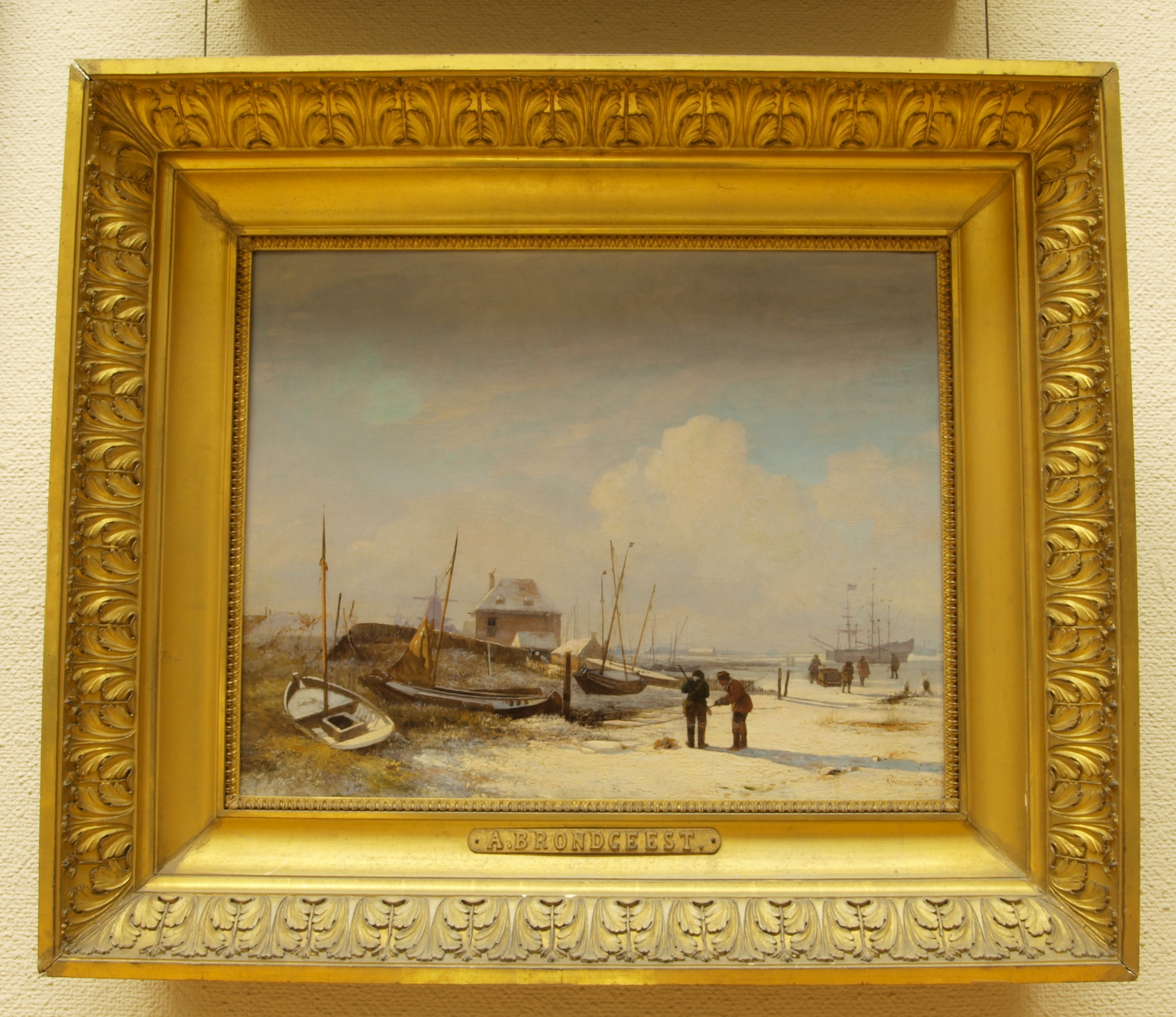
Het IJ voor Amsterdam in de winter (1823)

Al op jonge leeftijd toonde Albertus interesse in tekenen, en hij werd hierin begeleid door Van Os (een vee- en landschapschilder die juist naar Amsterdam verhuisd was) die later ook zijn vriend zou worden. Na een opleiding van enkele jaren bestudeerde hij de landschappen van Jan Hulswit waardoor hij verder werd geïnspireerd.
Daar waar de vroege werken van Brondgeest met waterverf waren geschilderd, schakelde hij in 1809 om op het advies van zijn vriend en mentor Van Troostwijk naar olieverf, en met succes. Dankzij zijn verzamelingen en kunsthandel had Brondgeest een bijna ongelimiteerde toegang tot kwalitatief hoogwaardige kunst en hij maakte hier dan ook dankbaar gebruik van om deze uitgebreid te bestuderen. Hij bestudeerde bijvoorbeeld de zeventiende-eeuwse meester Rembrandt van Rijn en diverse Italiaanse en Duitse meesters. Daarnaast kon hij nog verder studeren dankzij zijn betrokkenheid bij kunstveilingen van diverse belangrijke verzamelingen.
Brondgeest bracht jaarlijks enkele weken in de natuur door om daar landschappen te schilderen. Toen hij daar later in zijn leven minder tijd voor had dankzij zijn succesvolle handel, schilderde hij minder en veranderde ook de thema's van zijn schilderijen naar rivierlandschappen omdat hij niet meer de tijd had om zijn gebruikelijke landschappen te bezoeken. Voor deze nieuwe schilderijen kreeg hij brede waardering en erkenning. Hij werd niet alleen erkend om zijn schilderijen, maar ook om zijn tekeningen. Zijn werk is onder andere te zien in Teylers Museum in Haarlem.

## Erkenning
Brondgeest zond schilderijen in naar diverse tentoonstellingen, en dat werd ook meermaal geaccepteerd, ten minste tussen 1813 en 1818. In 1814 won Brondgeest een gouden medaille bij het gezelschap Felix Meritis in Amsterdam met zijn schilderij Een gezigt binnen eene Nederlandsche stad, bij zonnedaglicht, met behoorlijke stoffaadje. In 1839 werd hij erkend door het stadsbestuur van 's-Gravenhage met een zilveren medaille voor zijn inzending naar een tentoonstelling aldaar.
Brondgeest was lid van het Amsterdamse tekengezelschap Zonder Wet of Spreuk. Hij was toegelaten als Lid van de Vierde Klasse van het Koninklijk Nederlandsche Instituut vanaf 1816, van de Koninklijke Academie te Amsterdam en de Koninklijke Academie te Antwerpen.
- Biografisch Portaal: 28755409
- Digitale Bibliotheek voor de Nederlandse Letteren: bron050
- International Standard Name Identifier: 0000 0000 7074 9018
- Nederlandse Thesaurus van Auteursnamen: 073281204
- RKD-Nederlands Instituut voor Kunstgeschiedenis: 12928
- Union List of Artist Names: 500015272
- Virtual International Authority File: 95774685
- WorldCat: E39PBJf8rDbHp6BMgmQf8mFtKd